# 衿沢世衣子
衿沢 世衣子（えりさわ せいこ）は、日本の漫画家。東京都出身。

## 来歴
高校卒業後、ロンドン芸術大学キャンバーウェル・カレッジ・オブ・アーツに留学。留学中に近況などを漫画に描き、フリーペーパーを自作して日本の友人に送っていた。これを読んだ友人の薦めに応じて、『コミックH』（ロッキング・オン）に投稿したところ、編集部の目に留まる。2000年、『コミックH』に掲載された「カナの夏」でデビュー。
2022年8月、東京・西荻窪のコーヒースタンド＆ギャラリー・HATOBAで個展「ERISAWA TEN 2022 アイスクリームと超能力」を開催する。

## 作品リスト

### 書籍
- 『おかえりピアニカ』（2005年11月、イースト・プレス）全1巻
  - Deer and Giraffes（2003年8月、『コミックH』）
  - 鳥瞰少女（2003年5月、『COMIC CUE』）
  - 夏坂（2001年、『コミックH』）
  - 体が育つ（2001年、『コミックH』）
  - ファミリー・アフェア（原作：よしもとよしとも、2002年、『コミックH』）
  - 明日の空に（2001年、『コミックH』）
  - サッカリン（2004年、『コミックH』）
- 『向こう町ガール八景』（2006年3月、青林工藝舎）全1巻
  - BALL（2004年12月、『アックス』）
  - サブリ（2005年2月、『アックス』）
  - カルシウム（2002年2月、『コミックH』）
  - 放課後バックビート90（2004年2月、『アックス』）
  - 蜻蛉スコープ（2004年8月、『アックス』）
  - オムレツ（2004年10月、『アックス』）
  - オオマチヨイグサ（2004年6月、『アックス』）
  - 大晦日（2005年12月、『アックス』）
  - カナの夏（2000年10月、『コミックH』）
- 『シンプル ノット ローファー』（2009年6月、太田出版）全1巻
  - 「天心モナカ」（『Quick Japan』66号 - 79号）を改題[4]
- 『ちづかマップ』（2010年1月、講談社）全1巻
  - 連載時のタイトル「尋ネ人探偵」（『メフィスト』2007年5月 - 2009年1月）から改題
- 『ウイちゃんがみえるもの』（2010年8月、講談社）全1巻
  - 『ピテカントロプス』2007年5月 - 2008年11月
- 『SatoShio』（講談社）全2巻
  - 『大学漫画』（大阪芸術大学）→『KISS』連載
    1. 2010年11月
    2. 2011年9月
- 『ちづかマップ』（小学館）全3巻
  - 『凛花』2010年10月 - 。『メフィスト』連載版『ちづかマップ』の続編（作者は「新シリーズ」と呼んでいる[5]）。掲載誌・出版社は異なるが、地図と土地がテーマであるコンセプトや主要人物の名前・設定等は踏襲しており、『メフィスト』版での出来事を踏まえた描写や会話もみられる。
    1. 2012年8月
    2. 2013年6月
    3. 2015年8月
- 『ツヅキくんと犬部のこと』（2013年6月、秋田書店）上下巻
  - 「犬部!」（『 Eleganceイブ』連載）を改題。原作は片野ゆか『北里大学獣医学部 犬部!』（2010年4月、ポプラ社）
- 『新月を左に旋回』（2014年7月、秋田書店）全1巻
  - 『もっと!』vol.1 - vol.6
- 『うちのクラスの女子がヤバい』（講談社）全3巻
  - 『少年マガジンエッジ』2015年9月 - 2017年3月
    1. 2016年4月
    2. 2016年9月
    3. 2017年4月
- 『ベランダは難攻不落のラ・フランス』（2018年10月、イースト・プレス）全1巻
  - GIRL'S SURVIVAL KIT（2017年9月、GINZA）
  - リトロリフレクター（2018年4月、『コミックビーム』）
  - 夕べの音楽（「短日の音」を改題、2017年1月、飛ぶ教室）
  - ラ・フランス（2014年AUTUMN、『もっと！』）
  - 浜万年青（2016年1月、ゴミ2）
  - 市場にて（2016年11月、ゴミ3）
  - 難攻不落商店街（「難攻不落商店街青年部」を改題）3話収録
    1. 『パンドラ』vol.1 SIDE-B、2008年SPRING
    2. 『パンドラ』vol.2 SIDE-B、2008年WINTER
    3. 『パンドラ』vol.4、2009年SUMMER

  - ベランダ（2014年8月、『もっと！』）
- 『制服ぬすまれた』（2018年10月、小学館）全1巻
  - 制服ぬすまれた（2017年34号、『モーニング』）
  - ワニ蕎麦（2015年9月、『月刊flowers』）
  - カラスが鳴くから（「カラスが鳴くから帰る」を改題、2018年8月、『増刊flowers』）
  - 鉄とマヨ（2018年10月、『月刊flowers』）
  - ハンドスピナーさとる（2017年12月、『増刊flowers』）
- 『光の箱』（2020年7月、小学館）既刊4巻
  - 増刊flowers 2018年12月号増刊冬号 - 2020年4月号増刊春号
    1. 2020年7月、ISBN 978-4-09-167093-9
    2. 2022年3月、ISBN 978-4-09-167098-4
    3. 2023年11月、ISBN 978-4-09-167114-1
- 『1年1組 うちのクラスの女子がヤバい』（リイド社、2022年7月、ISBN 978-4-8458-6133-0）
  - 『うちのクラスの女子がヤバい』」（講談社、全3巻）の再編集版[6]
- 『2年1組 うちのクラスの女子がヤバい』（リイド社）
  - 2021年4月よりトーチwebで連載を開始[7]
    1. 2022年7月、ISBN 978-4-8458-6134-7
    2. 2025年1月、ISBN 978-4-8458-6776-9
- 『弱火の魔法』（小学館）
  - 『月刊flowers』連載
    1. 2025年2月10日発売[8][9]、ISBN 978-4-09-873049-0

### 単行本未収録
- NEWS no.00（2000年9月）
- 桜の吃逆（『アックス』vol.38[10]）
- ヘアカット百（『アックス』vol.44[11]）
- さかあがり（『アックス』vol.47[12]）
- そとまご日記（『アックス』vol.49[13]）
- summer seminar（『月刊!スピリッツ』2009年10月号（創刊号）[14]、小学館）
- 弱火の魔法（『月刊flowers』2023年3月号[15]、2025年2月号[16] - 、小学館）

### その他
- 長嶋有『ぼくは落ち着きがない』（光文社、2008年）（光文社文庫、2011年）カバーイラスト
- 「ぼくは落ち着きがない」（原作・長嶋有）[17]『長嶋有漫画化計画』（光文社、2012年）収録
- TVアニメ 化物語（2009年）第6話エンドカード[18]
- リレー連載「私の本棚」『FEEL YOUNG』2010年11月号
- 「お祝い『花のズボラ飯』」（『Eleganceイブ』2011年11月号付録）エッセイ寄稿
- リレー連載「漫画家ごはん日誌」『FEEL YOUNG』2011年12月号
- 『ヘルタースケルター 映画・原作 公式ガイドブック』（祥伝社、2012年）イラスト寄稿
- スカート『手ぬぐい（スカート×衿沢世衣子）』（2018年11-12月『far spring tour 2018』グッズ）イラスト[19]